# Governo Tancredo Neves
O Gabinete Tancredo Neves ou Governo Tancredo Neves foi o ministério formado pela coalização entre o Partido Social Democrático, a União Democrática Nacional, o Partido Democrata Cristão, o Partido Trabalhista Brasileiro e o Partido Social Progressista em 8 de setembro de 1961 e dissolvido em 12 de julho de 1962. Foi chefiado por Tancredo Neves, sendo o 1º gabinete dos Estados Unidos do Brasil, inaugurando o período parlamentarista republicano, e o 33º gabinete da história do país, durando 307 dias. Foi antecedido pelo Governo Interino de Ranieri Mazzilli e sucedido pelo Gabinete Brochado da Rocha.

## Regimento Interno do Conselho de Ministros
O Conselho de Ministros funcionou com base nas regras estatuídas pelo decreto nº 65, de 19 de outubro de 1961, que aprovou o Regimento Interno do Conselho de Ministros  disciplinando, por exemplo, as reuniões do mesmo, documentos, publicações e decisões.

## Composição
O gabinete foi composto da seguinte forma:
| Retrato | Ministério                                            | Ministro                                 | Partido | Partido     |
| ------- | ----------------------------------------------------- | ---------------------------------------- | ------- | ----------- |
|         | Presidente do Conselho de Ministros                   | Tancredo Neves                           |         | PSD         |
|         | Ministério da Educação e Cultura                      | Antônio Ferreira de Oliveira Brito       |         | PSD         |
|         | Ministério da Agricultura                             | Armando Monteiro Filho                   |         | PSD         |
|         | Ministério da Indústria, Comércio Exterior e Serviços | Ulysses Guimarães                        |         | PSD         |
|         | Ministério das Relações Exteriores                    | Francisco Clementino de San Tiago Dantas |         | PTB         |
|         | Ministério da Saúde                                   | Estácio Gonçalves Souto Maior            |         | PTB         |
|         | Ministério da Viação e Obras Públicas                 | Virgílio Távora                          |         | UDN         |
|         | Ministério de Minas e Energia                         | Gabriel Passos                           |         | UDN         |
|         | Ministério do Trabalho e da Previdência Social        | André Franco Montoro                     |         | PDC         |
|         | Ministério da Justiça                                 | Alfredo Nasser                           |         | PSP         |
|         | Ministério da Fazenda                                 | Walter Moreira Sales                     |         | sem partido |
|         | Gabinete Civil                                        | Hermes Lima                              |         | PTB         |
|         | Gabinete Militar                                      | General Amaury Kruel                     |         | militar     |
|         | Ministério da Guerra                                  | General João de Segadas Viana            |         | militar     |
|         | Ministério da Marinha                                 | Almirante Ângelo Nolasco de Almeida      |         | militar     |
|         | Ministério da Aeronáutica                             | Brigadeiro Clóvis Monteiro Travassos     |         | militar     |
|         | Estado Maior das Forças Armadas                       | General Osvaldo de Araújo Móta           |         | militar     |

## Programa de governo
O gabinete apresentou o seguinte programa de governo:
- Realizar um governo de união nacional;
- Combater a inflação;
- Combater o aumento do custo de vida;
- Aprovar uma reforma tributária;
- Racionalizar a política cambial;
- Reduzir as despesas do governo;
- Aumentar a receita federal;
- Incentivar a poupança e o investimento;
- Aprovar uma nova Lei Antitruste;
- Incentivar o desenvolvimento;
- Distribuir a renda nacional;
- Realizar uma reforma agrária.

## Legislação aprovada
O gabinete aprovou, entre outras, a seguinte legislação:
- Lei nº 4.024 de 20 de dezembro de 1961, a primeira Lei de Diretrizes e Bases da Educação Nacional.
- Lei nº 4.214 de 2 de março de 1962, cria o Estatuto do Trabalhador Rural, sindicalizando a classe e estendendo a legislação social ao campo.
- Lei nº 4.070 de 15 de junho de 1962, que elevou o Território do Acre à categoria de estado.
- Lei nº 4.090 de 13 de julho de 1962, que institui o Décimo Terceiro Salário no Brasil.
- Lei nº 4.137 de 10 de setembro de 1962, que disciplina a repressão ao abuso de poder econômico.